# Arturo Capone
Arturo Capone (Salerno, 1868 – Salerno, 1944) è stato un presbitero e storiografo italiano.

## Biografia
Proveniente da una delle famiglie più note della borghesia salernitana, s'iscrisse alla facoltà di lettere e filosofia dell'Università di Napoli. Terminati gli studi, decise di vestire l'abito talare. Consacrato sacerdote dall'arcivescovo Valerio Laspro, s'impegnò con entusiasmo nel sociale e mostrò doti di fine letterato e polemista.
Lo zio Raffaele, vescovo, lo volle con sé a Muro Lucano, dove amministrò la mensa vescovile e insegnò lettere nel seminario diocesano, divenendone il vice-rettore.
La permanenza nella diocesi lucana non gl'impedì di tornare spesso a Salerno a fare apostolato, dove tenne una serie di conferenze sull'Azione Cattolica e sul significato dei comitati parrocchiali.
Nel 1900 venne tratto in arresto con l'accusa di "apologia di regicidio" poiché, a quanto pare, aveva esaltato l'attentato compiuto da Gaetano Bresci contro Umberto I. Fu redattore della rivista «Il buon senso», organo ufficiale della diocesi della regione salernitano-lucana. Tornato definitivamente a Salerno, dal 15 gennaio 1904 gli fu affidata la direzione del giornale, che mantenne ininterrottamente fino al 16 agosto 1916, quando il giornale cessò le pubblicazioni. Fu collaboratore inoltre del periodico napoletano «La SS. eucarestia» e de «Il piccolo corriere», organo dell'AC salernitano-lucana. Fondò a Salerno un circolo cattolico intitolato a S. Gregorio VII.
Nel 1903 promosse dei ricreatori dove i «i figli del popolo» potevano intrattenersi nei giorni di festa. Nella primavera del 1909 istituì la biblioteca popolare cattolica circolante, e poco più tardi la banca popolare cooperativa cattolica di Salerno, di cui fu vice-presidente prima e presidente poi. La banca aprì agenzie a Pontecagnano, Giffoni Valle Piana, Vallo della Lucania, e filiali a Napoli, Potenza, Lauria, Nocera Inferiore, Agropoli ed Eboli. L'istituto bancario fallì nel 1927 a causa delle politiche economiche del regime fascista. Storiografo della città e della chiesa salernitana, nel 1935 fondò il Museo storico della cattedrale.

## Opere
Monografie

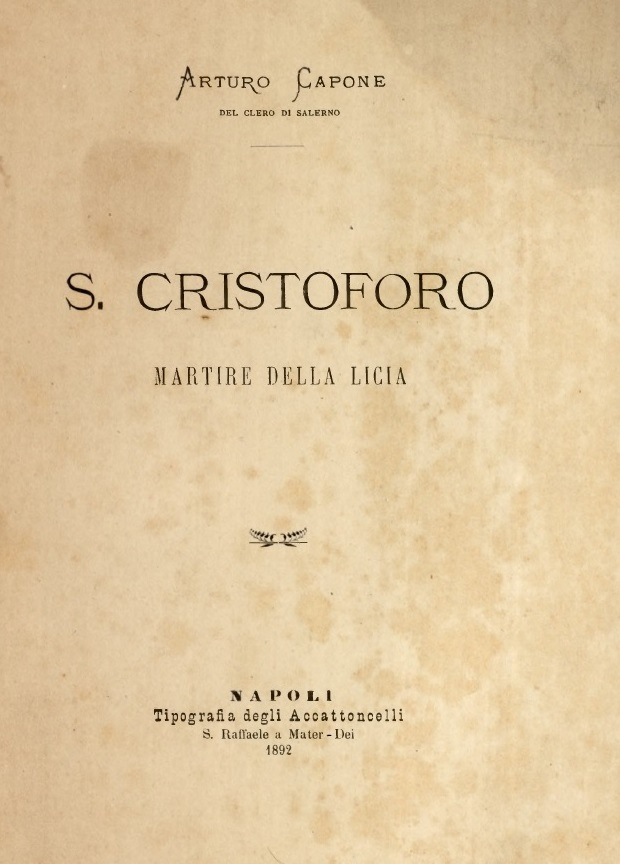
Arturo Capone - S. Cristoforo

- S. Cristoforo : martire della Licia, Napoli, Tipografia degli Accattoncelli, 1892.
- In occasione delle pubbliche onoranze fatte in Salerno il 18 marzo 1906 allo Abate Conforti, Salerno, Tipografia nazionale Raffaele Cava, 1906.
- S. Tommaso d'Aquino e la città di Salerno : discorso, Salerno, Officina tipografica Salernitana, 1908.
- Sua santità papa Pio 10. considerato come sacerdote, come vescovo, come pontefice : discorsi, Salerno, Stab. tip. Fratelli Jovane, 1909.
- Le feste del IX centenario della nascita di S. Gregorio VII celebrate nella cattedrale di Salerno nei giorni 14 17 18 e 19 settembre 1913, Salerno, Officina tipografica Salernitana, 1913.
- In memoria del Can. diacono Francesco Saverio Salerno : orazione funebre pronunziata nella primaziale di Salerno il 16 gennaio 1919, Salerno, Tip. Italo-Americana, 1919.
- La fede cattolica nella vita e negli scritti di Alessandro Manzoni : discorso commemorativo pronunziato nel Teatro Municipale di Salerno il 27 maggio 1923, Salerno, Stab. tip. M. Spadafora, 1923.
- Il cerimoniale della Cattedrale di Salerno : Quando v'intervenivano in forma ufficiale il Magistrato ed il Tribunale della Città, Salerno, Tip. Il tipografo salernitano, 1924.
- Relazioni tra la città di Salerno e S. Tommaso d'Aquino, Salerno, tipi R. Barone, 1924.
- Tre insigni germani : l'avvocato Vincenzo Capone, il dottor Cristoforo Capone, il Vescovo Mons. D. Raffaele Capone cittadini di Salerno, Salerno, Stab. tip. M. Spadafora, 1925.
- Il duomo di Salerno, Salerno, Di Giacomo, 1927-1929.
- I frati domenicani e Salerno e la Congregazione del SS. nome di Dio e Sacr.mo Rosario di Salerno : nel 3. centenario di sua riorganizzazione (1628-1928), Subiaco, Tipografia dei monasteri, 1931.
- Alla scuola dell'apostolo evangelista e martire S. Matteo : meditazioni pel mese in apparecchio alla festa del 21-9 (20 agosto-19 settembre), Alba; Roma, Pia società S. Paolo, 1932.
- Il seminario di Salerno dalle sue origini ai nostri giorni (1565-1932), Salerno, Di Giacomo di Giov., 1933.
- Il dottor Cristoforo Capone e la Chiesa della S. Famiglia in Pontefratte di Salerno : ricordo del 50. anniversario della fondazione di detta chiesa (maggio 1886-maggio 1936), Salerno, Sirio Pameli, 1936.
- Discorso pronunziato da Mons. Arturo Capone nella Sede degli Ospedali riuniti di Salerno dopo il Vangelo della Messa il giorno 26 maggio 1940 in cui furono solennemente commemorati i Fondatori ed i Benefattori dei medesimi Ospedali, Salerno, Tip. Iovane, 1940.
- I padri carmelitani e la congrega di S. Maria del Carmine : (1598 - 1929) parte prima : discorso pronunciato l'8 luglio 1930 nella chiesa del Carmine in Salerno, Salerno, Arciconfraternita Maria SS. del Carmelo, stampa 1989.

Monografie in collaborazione
- Mosca, Gaspare, De Salernitanae Ecclesiae Episcopis et Archiepiscopis catalogus auctore Gaspare Musca eiusdem civitatis Presbytero nunc ab Arturo Capone, a cura di Arturo Capone, Subiaco, Tipografia dei Monasteri, 1930.

Articoli di riviste
- Il "Jus Scannagii seu Cultelli" del Capitolo della Cattedrale di Salerno : vicende dei macelli in Salerno dal sec.11. a tutto il sec. 18., in Rassegna storica salernitana, V, n. 1-2, Salerno, a cura della Sezione di Salerno della R. Deputazione napoletana di storia patria, 1944,  pp. 33-40.